# Giuseppe Rumore
Giuseppe Rumore (Prizzi, 1894 – Prizzi, 22 settembre 1919) è stato un sindacalista italiano,   segretario del Partito Socialista Italiano e vittima della mafia.

## Biografia
Nacque a Prizzi (PA). Iniziò la sua attività aderendo alle rivolte contadine dei primi anni del 1900, venendo influenzato in particolare dal movimento socialista. Divenne così segretario della Lega dei contadini, collaborando con il collega Nicola Alongi e pericolo numero uno per il sistema mafioso, incapace di sottostare alle rivolte latifondiste del Dopoguerra da parte dei contadini, specie nella provincia di Palermo. I lavoratori quindi dovettero vedersela con i mafiosi, che avevano l'appoggio silenzioso dello Stato e, con il loro sistema fatto di privilegi e favori ai proprietari terrieri, evidenti schiavi del loro sporco gioco. La risposta a tutto questo nonché il principale obiettivo di Rumore fu quello di occupare i latifondi attraverso uno sciopero, indetto insieme ad Alongi il 31 agosto del 1919, conosciuto ancor oggi come Lo sciopero delle campagne prizzesi; a questo seguirono i comizi di Palazzo Adriano e dei comuni vicini. Tutto questo caos provocò il malumore della criminalità che la notte del 22 settembre lo fece uccidere sotto casa sua con due colpi di fucile. La reazione di giornali socialisti come L'Avanti! fu retorica definendolo nuovo martire, ma ciò non servì a celare il fatto che i latifondisti fossero i principali mandanti di quell'omicidio. Una forte risposta in merito fu data dall'amico nonché collega Alongi, attraverso un articolo sul giornale de La Riscossa Socialista, dove affermò i retroscena dell'omicidio nonché accusò le autorità di non aver protetto Rumore, ai fini di salvaguardare i loro rapporti personali con l'ambiente della malavita. Nonostante ciò Alongi decise di portare avanti il programma dell'amico, ma giorno dopo giorno iniziò a sentire anch'egli la pressione della mafia. Quest'ultima colpirà anche lui cinque mesi dopo.